# 新庄忠夫
新庄 忠夫（しんじょう ただお、1947年（昭和22年）7月13日 - ）は、日本の農林官僚。元食糧庁次長。

## 略歴
- 1972年（昭和47年）
  - 3月：京都大学経済学部卒業
  - 4月：農林省入省
- 1991年（平成3年）8月：農林水産省農蚕園芸局繭糸課長
- 農林水産省構造改善局農政部就業改善課長
- 1998年（平成10年）1月6日：水産庁資源管理部長
- 2000年（平成12年）4月1日：食糧庁次長
- 2001年（平成13年）
  - 1月：農林水産省退官
  - 2月：特殊法人緑資源公団理事
- 2003年（平成15年）10月：独立行政法人緑資源機構理事
- 2004年（平成16年）8月：あずさ監査法人特別顧問
- 2007年（平成19年）6月：雪印乳業株式会社監査役
- 2019年（令和元年）5月：春の叙勲で瑞宝中綬章を受章[1]。